# Championnat de France Pro B de tennis de table 2004-2005
Navigation
Pro B 2003-2004 Pro B 2005-2006
| \| TT Joué-lés-Tours Echirolles/Eybens TTCNA AS Miramas ACS Fontenay Saint-Quentin Quimper Ent. Marly/Elancourt CAM Femmes \| Localisation des clubs engagés dans le championnat. |
| TT Joué-lés-Tours Echirolles/Eybens TTCNA AS Miramas ACS Fontenay Saint-Quentin Quimper Ent. Marly/Elancourt CAM Femmes                                                           |

## Championnat masculin
| Cl | Equipes                | Pts | J  | V  | N | D  | Pc | Pp | Diff |
| -- | ---------------------- | --- | -- | -- | - | -- | -- | -- | ---- |
| 1  | SS La Romagne          | 45  | 16 | 14 | 1 | 1  | 61 | 21 | +40  |
| 2  | Istres TT              | 42  | 16 | 11 | 4 | 1  | 58 | 26 | +32  |
| 3  | Saint Denis US 93 TT   | 41  | 16 | 11 | 3 | 2  | 56 | 29 | +27  |
| 4  | 4S Tours TT            | 33  | 16 | 8  | 1 | 7  | 47 | 42 | +5   |
| 5  | TTC Nantes Atlantique  | 28  | 16 | 5  | 2 | 9  | 37 | 50 | -13  |
| -  | CAM Bordeaux           | 28  | 16 | 6  | 0 | 10 | 37 | 45 | -8   |
| 7  | Amiens STT             | 26  | 16 | 4  | 2 | 10 | 32 | 52 | -20  |
| -  | PPC Villeneuve-sur-Lot | 26  | 16 | 4  | 2 | 10 | 33 | 54 | -21  |
| 9  | ASTT Béthune BF        | 19  | 16 | 1  | 3 | 12 | 18 | 60 | -42  |

## Championnat féminin
| Cl | Equipes                | Pts | J  | V  | N | D  | Pc | Pp | Diff |
| -- | ---------------------- | --- | -- | -- | - | -- | -- | -- | ---- |
| 1  | CAM Bordeaux           | 45  | 16 | 14 | 1 | 1  | 61 | 20 | +41  |
| 2  | ACS Fontenay-sous-Bois | 43  | 16 | 13 | 1 | 2  | 57 | 20 | +37  |
| 3  | ALCL Grand-Quevilly    | 42  | 16 | 11 | 4 | 1  | 57 | 23 | +34  |
| 4  | Roche Vendée TT        | 33  | 16 | 6  | 5 | 5  | 41 | 42 | -1   |
| 5  | Marmande Raquette      | 30  | 16 | 6  | 2 | 8  | 41 | 45 | -4   |
| 6  | US Marly-le-Roi        | 27  | 16 | 5  | 1 | 10 | 30 | 49 | -19  |
| 7  | TT Saint-Quentin       | 26  | 16 | 4  | 2 | 10 | 32 | 49 | -17  |
| 8  | Sainte-Geneviève STT   | 24  | 16 | 2  | 4 | 10 | 29 | 54 | -25  |
| 9  | SMEC Metz              | 18  | 16 | 0  | 2 | 14 | 16 | 62 | -46  |

## Sources
- Résultats et classement de la Pro B Masculine sur le site de la Ligue de Picardie
- Résultats et Classement de la Pro B Féminine sur le site de la Ligue de Picardie